# Екатерина Саксен-Лауэнбургская
Екатерина Саксен-Лауэнбургская (Катарина; 24 сентября 1513, Ратцебург — 23 сентября 1535, Стокгольм) — королева-консорт Швеции в 1531—1535 годах, первая супруга короля Швеции Густава I.

## Биография

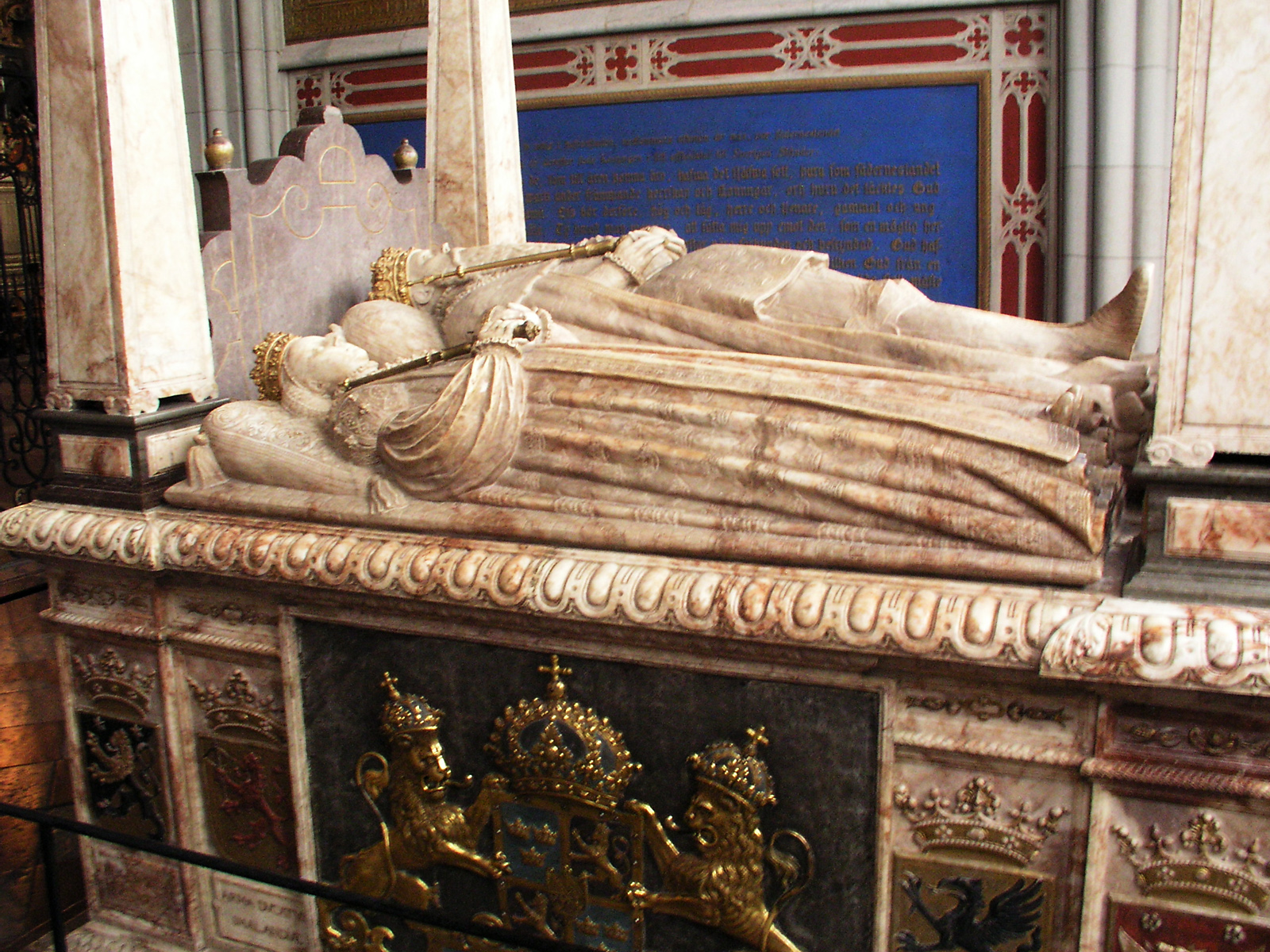
Густав и Екатерина

Екатерина родилась в Ратцебурге в семье Магнуса I, герцога Саксен-Лауэнбургского и Екатерины, дочери Генриха IV, герцога Брансуика-Люнебургского. Её брак с Густавом I из Швеции был организован по политическим причинам. Густав хотел жениться вскоре после завоевания шведского трона. Переговоры о женитьбе проходили неудачно: ему отказали Доротея Датская, которой также сделал предложение Филипп Гессенский, считавшийся более выгодной партией; София Мекленбургская и Анна Померанская, чьи родители посчитали его правление слишком нестабильным; и Ядвига Ягеллонка, чьи родители прекратили переговоры из-за шведской реформации. В конце концов ему посоветовали рассмотреть невесту из герцогства Саксен-Лауэнбург.
Хотя герцогство было маленьким и бедным, у него было много преимуществ: его династия была связана со многими из самых могущественных династий Европы, что дало бы ценные связи с немецкими принцами; это была протестантская семья, что было важно для продолжающейся шведской реформации; брак мог обеспечить имперские связи через мать Екатерины и ценную связь с Данией, поскольку старшая сестра Екатерины, Доротея, была замужем за Кристианом, наследным принцем Дании; и, наконец, герцогство в тот момент было известно как центр наёмной силы, что было важно для Густава как нового правителя. Переговоры начались в 1528 году, но были отложены на несколько лет, так как отец невесты усомнился в стабильности престола потенциального жениха. Наконец, после посредничества Любека, переговоры были завершены почти через три года после их начала, и Екатерине предоставили графства Корсхольм, Кальмар и Эланд в качестве приданого.
В сентябре 1531 года Екатерину в Швецию сопровождали «высочайшие лорды и леди королевства» во главе с её будущей невесткой Маргаритой и её супругом, графом Йоханом Гойей. В Швеции она впервые увидела своего будущего супруга. Их свадьба была отпразднована в Стокгольме на её 18-й день рождения 24 сентября 1531 года. Вскоре после королевской свадьбы Брита Лейонхувуд, дочь второго двоюродного брата короля Эббы Эриксдоттера Вазы, вышла замуж за придворного и фаворита Густава Олссона Стенбока (они позже стали родителями третьей жены короля, Катарины Стенбок), а племянница короля Брита Йоакимсдоттер Браге были помолвлены с риксродом Биргером Нильссоном Грипом: оба эти события были принимала королевская пара. Это были первые торжества для Екатерины как новой королевы Швеции.
Очень мало известно о королеве Екатерине как личности и её пребывании в роли королевы. Нет информации о её придворных, хотя она, как предполагается, привезла в Германию фрейлин в дополнение к её шведским фрейлинам, среди которых, вероятно, была Маргарита Лейонхувуд (будущая вторая королева короля). По традиции Екатерина считается капризной, холодной, меланхоличной и недовольной, а брак описывается как бурный и несчастливый, несмотря на то, что в источниках того времени такой информации нет. 13 декабря 1533 года она выполнила свою самую важную задачу как королевы, родив наследника престола — будущего Эрика XIV.
В сентябре 1535 года во время бала, устроенного в честь её зятя, короля Дании Кристиана III, который посетил королевский двор Швеции, беременная королева Екатерина упала во время танца с Кристианом III. Падение приковало её к постели и привело к осложнениям, и она умерла 23 сентября вместе со своим ещё не рождённым ребёнком.
Во время её смерти король Густав был вовлечён в Графскую распрю, и его противники в этом конфликте, Любек и Росток, распространили слух, будто он убил свою жену ударами серебряной трости по голове из-за сообщения шпиона о том, что она оклеветала его пока танцевала с Кристианом. Эксгумация скелета Екатерины, сделанная в 1940-х годах, не показывает никаких признаков какой-либо подобной травмы, и её семья никогда не предъявляла никаких обвинений. Более того, сам Кристиан III подтверждает серьезное падение королевы Екатерины в своих личных письмах, хотя он и не был другом Густава.
Традиционно в истории королеве Екатерине приписывается плохая репутация, и её часто называют плохим примером королевы на контрасте со второй супругой Густава I, королевой Маргаритой Лейонхувуд, которая изображается как стереотипно идеальная королева.